# Perfume
Perfume (v katakaně パフューム) je japonská dívčí popová skupina, jejímiž členkami jsou Ajano Ómoto, Juka Kašino a Ajaka Nišiwaki. Skupina byla založena v roce 2001 a dodnes vydala osm či devět studiových alb, 33 singlů, 3 kompilace, 2 box sety, 21 DVD a Blu-ray a digitálních singlů a 1 EP. Producentem skupiny je od roku 2003 Jasutaka Nakata, člen hudební skupiny Capsule a zakladatel hudebního vydavatelství Contemode.

## Diskografie

### Studiová alba
- Game (2008)
- ⊿ (2009)
- JPN (2011)
- LEVEL3 (2013)
- Cosmic Explorer (2016)
- Future Pop (2018)
- PLASMA (2022)
- Nebula Romance: Part I (2024)
- Nebula Romance: Part II (2025)

### Kompilační alba
- Perfume: Complete Best (2006)
- Love the World (2012)
- Perfume the Best: P Cubed (2019)

### EP
- Polygon Wave EP (2021)